# Georg Heuermann
Georg Heuermann (født 1723 i Oldesloe, død 6. december 1768) var en dansk-tysk læge.

## Uddannelse
Han var en søn af rådmand Jürgen Heuermann og Maria, født Goden. Efter nogen tids skolegang i sin fødebys skole blev han på grund af en afgjort lyst til kirurgien anbragt i barberlære, vistnok i sin fødeby, og kom 1743 til København, hvor han fortsatte sine kirurgiske studier i Simon Krügers anatomisk-kirurgiske teater og samtidig havde ansættelse som kirurg hos grev Danneskjold-Laurvigen.
1746 indstillede han sig til det for opnåelsen af en pensionærpost ved teatret foreskrevne tentamen, men uden at afslutte dette forlod han teatret og vendte sig til Københavns Universitet, hvor Johannes de Buchwald netop den gang havde trang til en anatomisk prosektor, og hvis undervisning måtte love den unge, videbegærlige og fremadstræbende kirurg større videnskabelig tilfredsstillelse end den håndværksmæssige uddannelse hos Krüger.
1748 opnåede Heuermann immatrikulation ved Universitetet, og det følgende år fik han den medicinske doktorgrad, hvorefter han ikke alene for den bevilgede årlige løn af 100 rigsdaler forrettede prosektortjeneste hos Buchwald, men også ses at have udfoldet en omfattende vikarierende lærervirksomhed for studenter og barbersvende i anatomi og fysiologi, senere tillige i kirurgi, og således at have bragt nyt liv i den da stagnerende medicinske undervisning.
Forskellige udtalelser fra Heuermanns disciple vidner om, at denne hans undervisning har været i høj grad både vækkende og belærende, hvad der også bekræftes af hans betydelige, på tysk forfattede og både i København og Leipzig udkomne litterære arbejder, navnlig hans fysiologi i 4 bind (1751-55) og hans Abhandlungen der vornehmsten chirurgischen Operationen am menschlichen Körper i 3 bind (1754-57); disse værker er nemlig en gengivelse af hans akademiske kollegier, og de viser en forfatter med omfattende læsning og kundskaber, med livlig videnskabelig sans og interesse, med selvstændig opfattelse og kritisk blik.
Han er vel stærkt påvirket navnlig af Albrecht von Haller, datidens banebryder på hele fysiologiens område -- til hvem han også har dediceret 4. bind af fysiologien --, og gør i sine skrifter dennes nye forskningsresultater bekendte for lægevidenskabens dyrkere i Danmark; men han er på ingen måe nogen slavisk tilhænger af stormanden i Göttingen, hvis anskuelser han oftere uforfærdet opponerer imod på basis af selvstændige undersøgelser. End mere træder selvstændigheden frem i hans kirurgisk-operative fremstilling; her kan han også efterhånden støtte sig til sin egen erfaring, indvunden i en udstrakt praksis.

## Modgang
Netop den omstændighed, at han arbejdede sig ind i alle de videnskabelige spørgsmål uden regulær fordannelse, uden læreres vejledning og uden at foretage den studierejse, som den gang ellers var et hovedled i den lægevidenskabelige udvikling, giver hans skrifter og optræden autodidaktens hele umiddelbare friskhed og tillige dennes raske selvsikkerhed. Et ganske særlig betydningsfuldt afsnit af hans skrifter udgør hans behandling af oftalmologien, der hidtil her til lands kun havde været dyrket praktisk af farende okulister. Blandt andet har han bidraget meget væsentlig til at give den da nye operationsmetode for stær, ekstraktionen, borgerret både i Norden og Tyskland.
Ved denne hans erhvervede fremskudte stilling i den danske lægevidenskab og i den akademiske undervisning var det naturligt, at han sigtede på en blivende akademisk karriere og med god grund troede at kunne opnå et professorat ved universitetet. Hans andragende herom blev imidlertid på kategorisk måde afvist af universitetet og af selve hans hidtidige protektor, Buchwald, der nok ville benytte hans ufortrødne bistand i undervisningen, men på ingen måde ville se den tidligere barberkirurg som sin jævnbyrdige fakultetskollega. Det fremgår nu også tydelig nok af selve Heuermanns forfatterskab, at han til trods for sin doktorgrad kun var meget lidt gennemtrængt af tidens lærde ånd og dannelse; og lettede denne frihed for alle de skolastisk-lærde forudsætninger ham tilegnelsen af den nye naturvidenskabs ånd og betragtningsmåde, til hvilken han ses med umiddelbar begejstring at have sluttet sig, så måtte den dog med det samme i høj grad skade hans kredit hos den lærde samtid, der ikke forstod at vurdere hans fremskredne videnskabelige standpunkt, og i hvis øjne han vedblev at stå som den udannede eller dog kun halvdannede barberkirurg. Dertil kom, at den unge Christen Friis Rottbøll snart meldte sig som professoraspirant, fuldt udrustet både med den lærde ballast og med indsigter i den nye naturvidenskab, og Heuermann havde således den tort at se denne sin discipel opnå den akademiske designation med oprykningsret i fakultetet, han selv havde håbet at opnå; han måtte nøjes med efter Jens Vilhelm Bings død at erholde den beskedne post som læge ved Søkadetterne (1754).
Da håbet om universitetskarriere bristede, måtte hans attrå naturlig vende sig mod den kirurgiske generaldirektørpost, der snart kunne ventes at blive ledig, og vistnok for at kvalificere sig end yderligere i så henseende opgav han pludselig 1758 hele sin videnskabelige og praktiske virksomhed i København for at modtage udnævnelse som militær overlæge ved de feltlasaretter, som arméopstillingen i Holsten nødvendiggjorde. Under tjenesten her havde han den nye skuffelse, at hans kollega ved felthospitalerne Carsten Wilhelm Hinrich Hennings, der havde udmærkede forbindelser med hoffet, designeredes til generaldirektør Krügers efterfølger, mens der vel kort efter (1760) forundtes Heuermann en bestalling som professor designatus, men uden oprykningsret og derved uden reel betydning, hvorfor han også oftest senere kun betegnes som professor extraordinarius.
For øvrigt blev han i felttjenesten indtil hærens opløsning henad slutningen af 1762, hvorefter han vendte tilbage til København, udnævnt til medikus ved krigshospitalets ladegård og det militære plejehus, senere tillige til læge for slaverne.

## Sidste år
Efter sin tilbagekomst indgik han 1764 ægteskab med Maria Dorothea Gustmeyer, datter af den bekendte købmand Carl Hieronimus Gustmeyer, og søgte at genoptage sin tidligere virksomhed også i videnskabelig retning. Han holdt på ny anatomisk-fysiologiske forelæsninger og demonstrationer, rimeligvis dog kun for barbersvendene, og udgav et nyt større værk i 2 bind: Vermischte Bemerkungen und Untersuchungen der ausübenden Arzeneiwissenschaft (1765-67). Dette arbejde, hvis indhold for en stor del består i en kirurgisk, oftalmologisk og medicinsk kasuistik, derimellem tillige observationer hentede fra andre, frembyder vel også ikke ringe interesse, men er dog væsentlig kun en supplerende efterslæt til hans tidligere, betydningsfulde forfattervirksomhed og vidner for så vidt om, at hans sprudlende videnskabelige kraft havde lidt et knæk under de ham overgåede skuffelser og den mangel på anerkendelse, han fremdeles var genstand for ved sin ulærde stil og fremstilling, og som også har bevirket, at hans forfatterskab senere er forblevet i høj grad uænset her hjemme; det er tyske lægevidenskabelige forfattere og historikere, der har haft sans for hans arbejders værd, og som derfor have holdt hans navn og forfatterskab i ære gennem tiderne.
1768 indlod han sig på at købe en stor, herskabelig gård på Nørregade, hvad der rimeligvis har haft en væsentlig skyld i de derangerede formuesomstændigheder, der viste sig efter hans endnu samme år, indtrufne død af en hidsig feber. Flere af hans brødre ligesom også hans ældste søn var ligeledes i kirurgisk virksomhed i Danmark, men ingen af dem har haft nogen større betydning.